# Иванов, Василий Николаевич (почвовед)
Иванов Василий Николаевич (28.12.1896, д.Кош-Елга Белебеевского уезда Уфимской губернии (ныне с.Кош-Елга Бижбулякского района РБ), — 20.11.1979, г. Симферополь) - советский учёный-агроном, винодел и почвовед. Доктор сельскохозяйственных наук и профессор (1951).

## Биография
Родился 28 декабря 1896 года в деревне Кош-Илга Белебеевского уезда Уфимской губернии. В 1913 году окончил Кош-Елгинское инородческое земское училище. В 1915-1917 годах участвовал в боевых действиях на фронтах первой мировой империалистической войны, был участником гражданской войны на стороне Красной Армии. После демобилизации работал в уездной рабоче-крестьянской инспекции в городе Белебей. В 1928 году окончил факультет агрохимии и почвоведения Московской сельскохозяйственной академии им. К. А. Тимирязева. Работал участковым агрономом, затем старшим агрономом Наркомзема Чувашской АССР (1928—1930). Написал первую монографию о почвах Чувашии. В 1930 году поступил в аспирантуру Ленинградского отделения Всесоюзного института удобрений и агропочвоведения.
С 1933 директор Башкирской областной станции химизации, одновременно преподаватель Башкирского сельскохозяйственного института. Работая в Башкирии, руководил и лично участвовал во многих экспедициях. В 1935 году защитил кандидатскую диссертацию на соискание ученой степени кандидата сельскохозяйственных наук «Почвы юго-западной Монголии и организация первых госхозов». По результатам экспедиций в 1937 году опубликовал монографию «Почвы Башкирии и агропочвенные районы». В 1938-1949 годах заведовал кафедрой почвоведения и земледелия Таджикского сельскохозяйственного института (Душанбе), исследовал почвы Памира.
С 1950 по 1972 год заведовал кафедрой почвоведения Крымского сельскохозяйственного института имени М. И. Калинина в Симферополе. Написал монографии «Почвы Крыма и повышение их плодородия», «Почвы на виноградниках степного Крыма и повышение их плодородия» и множество статей.
Умер в Симферополе 20 ноября 1979 года.

## Награды
- Лауреат премии имени В.Р. Вильямса (1948),
- орден «Знак Почёта»,
- медаль «За доблестный труд в Великой Отечественной войне 1941-1945 г.г.»;
- Почётная грамота Президиума Верховного Совета Таджикской ССР.